# Croton stipulatus
Croton stipulatus är en törelväxtart som beskrevs av Vell.. Croton stipulatus ingår i släktet Croton och familjen törelväxter. Inga underarter finns listade i Catalogue of Life.